# Alexandru Dedov
Alexandru Dedov est un footballeur international moldave né le 26 juillet 1989 à Chişinău. Il évolue actuellement au poste de milieu de terrain.

## Carrière

### En club
Alexandru Dedov commence sa carrière en 2007 avec le club letton du FK Ventspils avec lequel il sacré deux fois champion de Lettonie. 
Au cours de la saison 2010-2011, il s'engage avec le FC Dacia Chişinău et remporte le titre de champion de Moldavie. Il commence la saison 2011-2012 avec le FC Dacia puis est transféré au FC Sheriff Tiraspol et remporte à nouveau le Championnat de Moldavie. 
En avril 2013, Alexandru Dedov signe en faveur du FC Academia Chișinău puis au début de la saison 2013-2014, il s'engage avec le FC Zimbru Chişinău avec lequel il remporte la Coupe de Moldavie en 2014.
Le 31 juillet 2015, Dedov est transféré à l'ASA Târgu Mureș, club évoluant dans le championnat de Roumanie. Le 20 juillet 2016, il s'engage avec le Milsami Orhei.

### Sélection nationale
Alexandru Dedov est international moldave depuis le 15 août 2012 et un match amical contre l'Albanie. Le 14 août 2013, il marque son premier but international contre l'équipe d'Andorre. 
Dedov totalise quarante-neuf sélections et trois buts avec l'équipe nationale de Moldavie.

## Palmarès
- Champion de Lettonie en 2007 et 2008 avec le FK Ventspils
- Champion de Moldavie en 2011 avec le FC Dacia Chişinău
- Vainqueur de la Supercoupe de Moldavie en 2011 avec le FC Dacia Chişinău
- Champion de Moldavie en 2012 et 2013 avec le FC Sheriff Tiraspol
- Vainqueur de la Coupe de Moldavie et de la Supercoupe de Moldavie en 2014 avec le FC Zimbru Chişinău

## Statistiques
| Saison    | Club                 | Division          | Championnat          | Coupes d’Europe    | Sélection Moldavie |
| --------- | -------------------- | ----------------- | -------------------- | ------------------ | ------------------ |
| 2007      | FK Ventspils         | Virsliga          | 1 match              | -                  | -                  |
| 2008      | FK Ventspils         | Virsliga          | 10 matchs            | 2 matchs (C1)      | -                  |
| 2009      | FK Ventspils         | Virsliga          | 21 matchs / 3 buts   | 6 matchs (C1 + C3) | -                  |
| 2010      | FK Ventspils         | Virsliga          | 11 matchs            | 2 matchs (C3)      | -                  |
| 2010-2011 | FC Dacia Chișinău    | Divizia Națională | 10 matchs / 1 but    | -                  | -                  |
| 2011-2012 | FC Dacia Chișinău    | Divizia Națională | 8 matchs             | 2 matchs (C1)      | -                  |
| 2011-2012 | FC Sheriff Tiraspol  | Divizia Națională | 13 matchs / 1 but    | -                  | -                  |
| 2012-2013 | FC Sheriff Tiraspol  | Divizia Națională | 19 matchs / 3 buts   | 5 matchs (C1 + C3) | 7 matchs           |
| 2012-2013 | FC Academia Chișinău | Divizia Națională | 8 matchs / 1 but     | -                  | 2 matchs           |
| 2013-2014 | FC Zimbru Chișinău   | Divizia Națională | 26 matchs / 8 buts   | -                  | 9 matchs / 1 but   |
| 2014-2015 | FC Zimbru Chișinău   | Divizia Națională | 24 matchs / 4 buts   | 7 matchs (C3)      | 10 matchs / 1 but  |
| 2015-2016 | ASA Târgu Mureș      | Liga I            | 17 matchs / 1 but    | -                  | 5 matchs           |
| Total     |                      |                   | 168 matchs / 22 buts | 24 matchs          | 33 matchs / 2 buts |

Dernière mise à jour le 21 juillet 2016